# 明洞駅
明洞駅（ミョンドンえき）は、大韓民国ソウル特別市中区にある、ソウル交通公社4号線の駅。駅番号は424。ウリ金融タウンという副駅名がある。

## 歴史
- 1985年10月18日 - ソウル特別市地下鉄公社（当時）4号線・漢城大入口-舎堂間開通と同時に開業[2]。
- 2005年1月1日 - ソウル特別市地下鉄公社がソウルメトロに改称。
- 2007年8月 - ホームドア設置。
- 2017年5月31日 - ソウルメトロとソウル特別市都市鉄道公社が統合され、ソウル交通公社の駅となる。

## 駅構造
島式ホーム1面2線を有する地下駅で、フルスクリーンタイプのホームドアが設置されている。
改札口はホーム両端付近に別個に設置されている。待合室は地下アーケードと一体化されている。化粧室は会賢側の改札内と改札外に1ヶ所ずつある。
出入口はもともと9番まであったが、明洞ミリオレの開業とともに6番出入口が新設されたため、番号がずらされ現在は10番まである。

### のりば
- のりばの番号は存在しない。

| 上り | 4号線 | 忠武路・東大門・倉洞・仏岩山方面 |
| 下り | 4号線 | ソウル駅・舎堂・衿井・烏耳島方面 |

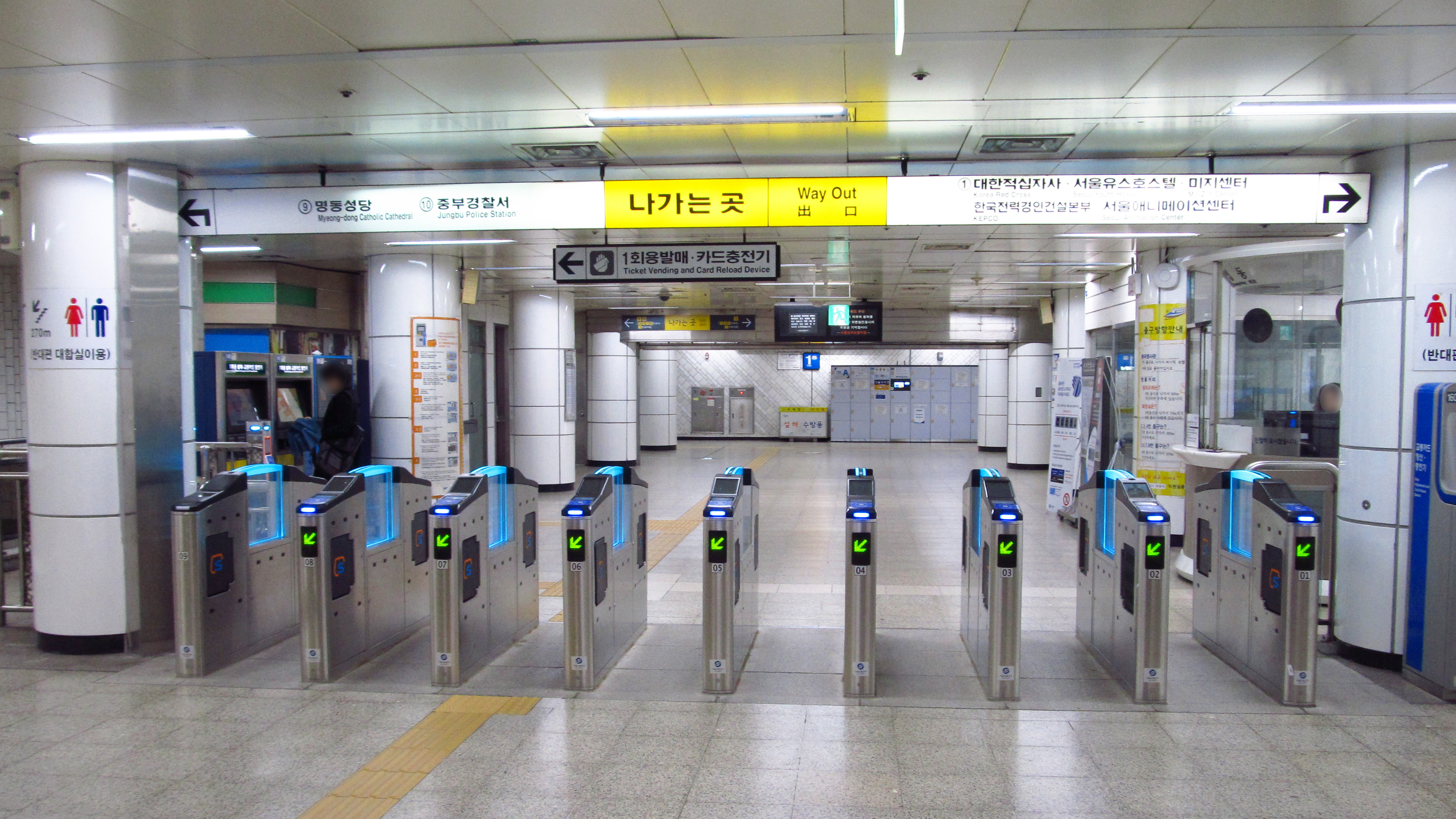
改札口（2018年11月）
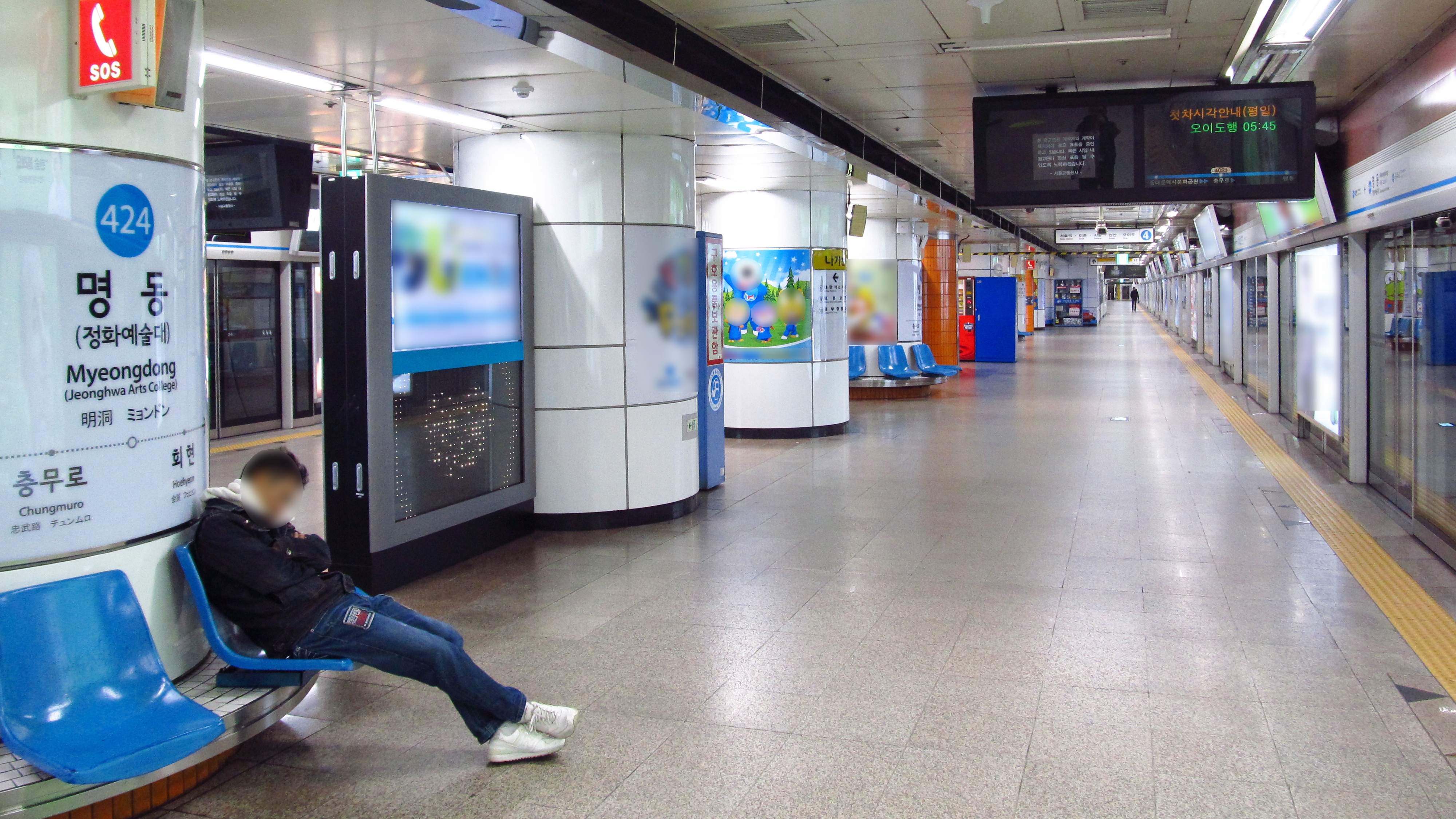
ホーム（2018年11月）

## 利用状況
近年の一日平均利用人員推移は下記の通り。
| 路線  | 路線     | 2000年 | 2001年 | 2002年 | 2003年 | 2004年 | 2005年 | 2006年 | 2007年 |
| ----- | -------- | ------ | ------ | ------ | ------ | ------ | ------ | ------ | ------ |
| 4号線 | 乗車人員 | 38,779 | 41,594 | 44,543 | 42,272 | 43,858 | 41,924 | 40,724 | 39,037 |
| 4号線 | 降車人員 | 42,242 | 44,932 | 47,602 | 45,130 | 46,086 | 44,486 | 44,038 | 42,516 |
| 4号線 | 乗降人員 | 81,022 | 86,526 | 92,145 | 87,402 | 89,943 | 86,411 | 84,761 | 81,553 |
| 路線  | 路線     | 2008年 | 2009年 | 2010年 | 2011年 | 2012年 | 2013年 | 2014年 | 2015年 |
| 4号線 | 乗車人員 | 38,453 | 40,298 | 41,833 | 43,507 | 42,109 | 41,358 | 43,013 | 40,307 |
| 4号線 | 降車人員 | 41,841 | 44,384 | 46,463 | 47,990 | 46,317 | 45,359 | 47,106 | 44,028 |
| 4号線 | 乗降人員 | 80,294 | 84,681 | 88,296 | 91,497 | 88,426 | 86,717 | 90,119 | 84,335 |

## 駅周辺

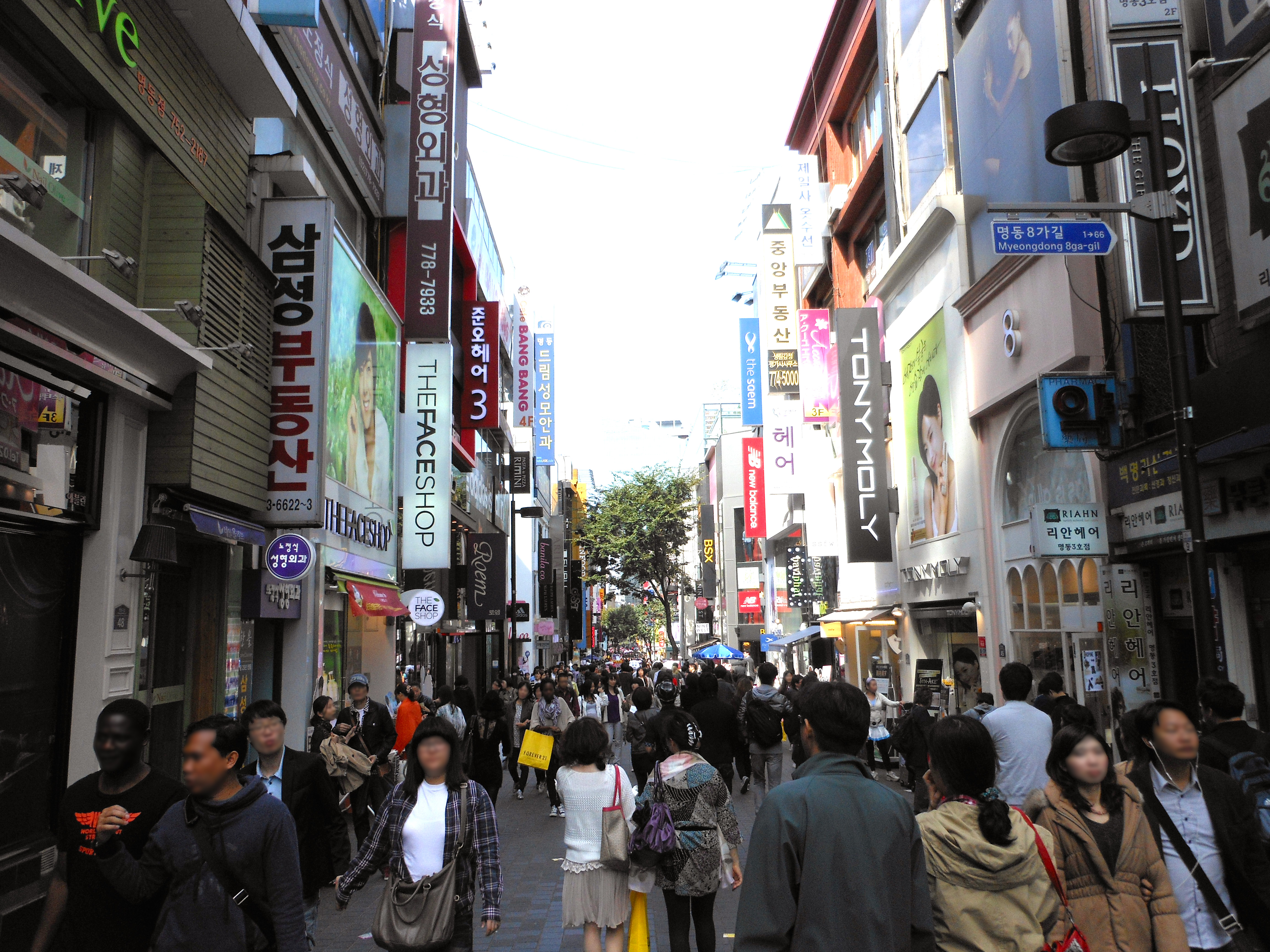
明洞の街

- 交通放送
- 大韓赤十字社
- 啓星初等学校
- ソウル南山初等学校
- リラ初等学校
- リラアート高等学校
- 啓星女子高等学校
- ソウル芸術大学校南山キャンパス
- 浄化芸術大学（朝鮮語版） - 副駅名の由来
- 崇義女子大学校（朝鮮語版）
- 明洞ミリオレ
- 明洞聖堂
- ソウル市政開発研究院
- ソウル中央郵便局
- Cinus 明洞
- CGV 明洞5
- ソウル中部警察署
- 韓国電力公社
- ロッテヤングプラザ
- 世宗ホテル
- 変なホテルソウル明洞[4][5]
- ソウルアニメーションセンター
- ニューオリエンタルホテル
- パシフィックホテル
- L7明洞
- 南山ケーブルカー
- ウリィ銀行 明洞支店

## 隣の駅
ソウル交通公社
 4号線
忠武路駅 (423) - 明洞駅 (424) - 会賢駅 (425)

## その他
当駅到着時のアナウンスは韓国語、英語、中国語、日本語で流れる。